# Insieme di livello

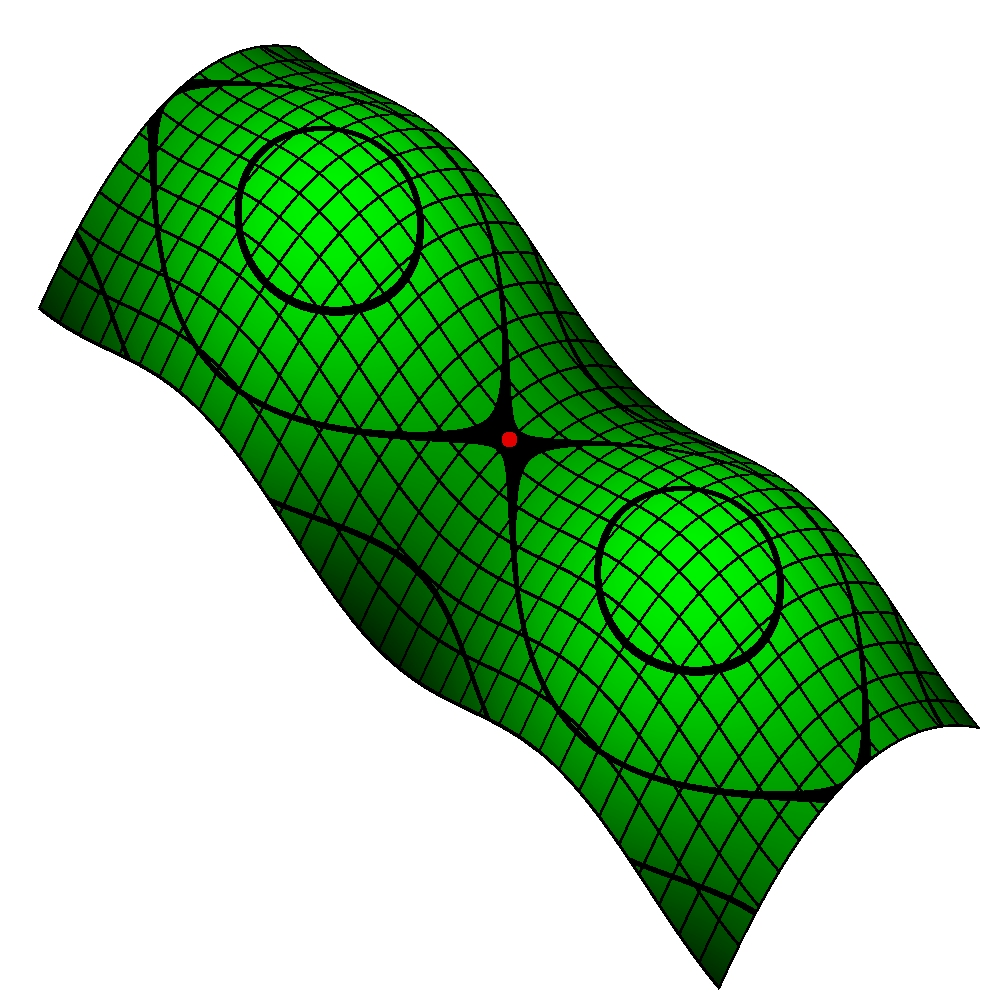
Le linee scure sono curve di livello della funzione di due variabili rappresentata dal grafico verde

Data una funzione {\displaystyle f:A\rightarrow \mathbb {R} } ed un numero reale {\displaystyle c} si chiama insieme di livello di {\displaystyle f\;} associato al livello {\displaystyle c} l'insieme
{\displaystyle f^{-1}(c)=\{x\in A:f(x)=c\}}
dato dalla controimmagine di {\displaystyle c\;} rispetto ad {\displaystyle f\;}.
Se il dominio {\displaystyle A} è un insieme aperto dello spazio euclideo {\displaystyle n}-dimensionale {\displaystyle \mathbb {R} ^{n}}, la funzione {\displaystyle f\;} è differenziabile e non ha punti critici in {\displaystyle f^{-1}(c)\;}, allora l'insieme di livello è una varietà differenziabile di dimensione {\displaystyle n-1} immersa in {\displaystyle \mathbb {R} ^{n}\;}, cioè una ipersuperficie. Questo fatto è una conseguenza del teorema delle funzioni implicite.
Nel caso in cui {\displaystyle f\;} sia una funzione di due variabili che non è costante su un insieme aperto gli insiemi di livello sono delle curve dette curve di livello. Le curve di livello di una funzione di due variabili sono dunque curve lungo le quali la funzione assume sempre lo stesso valore {\displaystyle f(x,y)=c\;}. L'analisi delle curve di livello di una funzione può essere uno strumento utile allo studio del comportamento della stessa.